# KV28
Ngôi mộ KV28 là một ngôi mộ Ai Cập cổ nằm trong Thung lũng của các vị Vua trong các nghĩa địa cổ đại ở Thượng Ai Cập. Nó đã được khai quật lần đầu tiên bởi những người chưa rõ vào trước năm 1832, cho đến khi gần đây nhất là cuộc khai quật của Donald P. Ryan đã tìm thấy một số lượng lớn xác ướp đã hư hỏng từ hai người, có thể là quý tộc của các ngôi mộ gần đó như của Thutmosis IV (KV43).

## Xem thêm

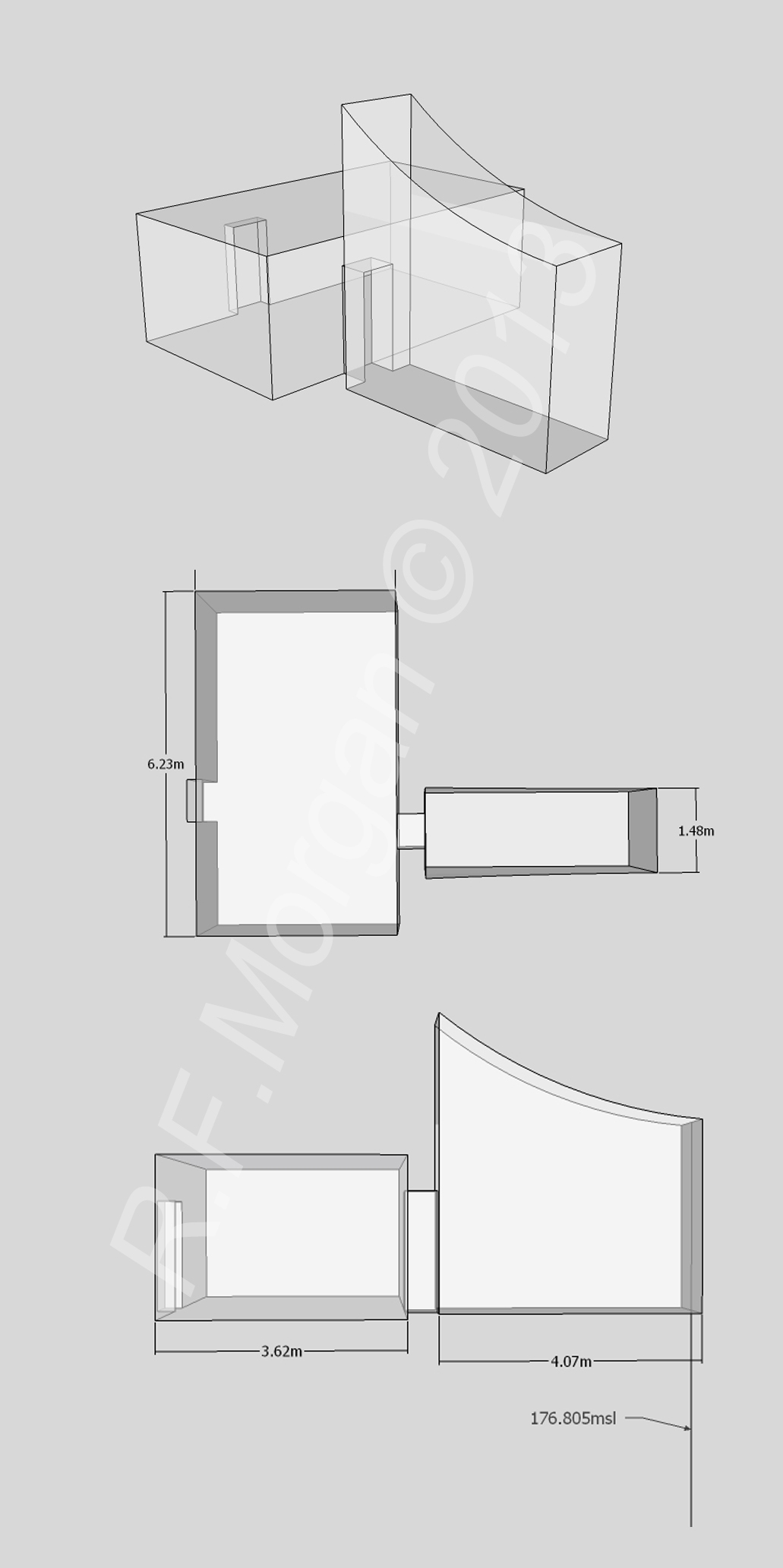
Hình ảnh của KV28 lấy từ một mô hình 3d